# ビッグ・ブラザー

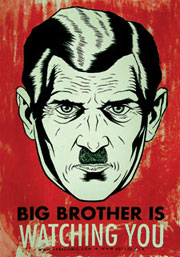
「ビッグ・ブラザー」のポスター

ビッグ・ブラザー（偉大な兄弟とも、英語: Big Brother）とは、ジョージ・オーウェルの小説『1984年』に登場する架空の人物である。

## 概要

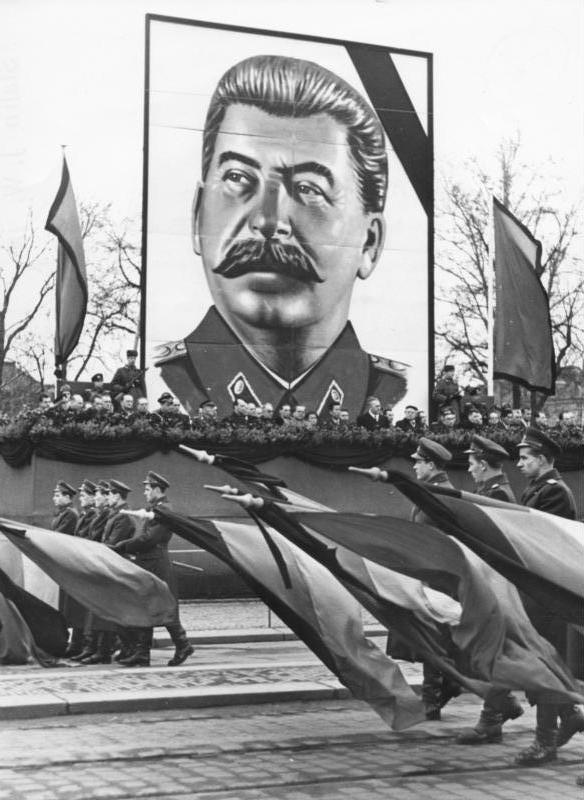
ビッグ・ブラザーのモデルとなったとされる、社会主義国家・ソビエト連邦を30年間にわたって統治したスターリン。

作中の全体主義国家「オセアニア」に、1984年時点で君臨する独裁者。オセアニアでは、社会を支配するエリート（党内局員）が権力を維持するために国民（党外局員およびプロレ）に対して独裁権力を振るっているが、「ビッグ・ブラザー」はエリートたちの頂点にいるとされる。
オセアニアの住民は、テレスクリーンを始めとする手段により、当局の完全な監視下に置かれている。住民は至るところに貼られたポスターに「見る者の動きに従って視線も動くような感じを与える例の絵柄」で描かれている「ビッグ・ブラザー」の姿と、その下のスローガン「偉大な兄弟があなたを見守っている（Big Brother is watching you）」により、絶えずこのことを確認させられている。
ポスターやテレスクリーンでは、「ビッグ・ブラザー」は、黒い髪に黒い口ひげを貯えた人物として描かれている。これは、ソビエト連邦共産党の書記長でありソビエト連邦の最高権力者であった、ヨシフ・スターリンをモデルにしているといわれている。

## 由来
アンソニー・バージェスは著書『1985年』のエッセイ部分で、オーウェルは「ビッグ・ブラザー」のアイデアを第二次世界大戦中の広告から得たとしている。ベネッツ（Bennett's）という通信教育業者のポスターには、親切そうな老人であるベネット自身が描かれ、学生に助言や支援を申し出るような内容と共に「あなたの父親にさせてください（Let me be your father）」と書かれていた。しかしベネットが没すると、その息子が会社を継いだ。ポスターの写真は父親の顔から息子の鋭い顔つきのものに替えられ、文章も「あなたの兄にさせてください（Let me be your big brother）」と変えられたという。

## 作中における「ビッグ・ブラザー」
小説では、「ビッグ・ブラザー」の描かれたポスターや「ビッグ・ブラザー」が出てくるテレスクリーンが描かれるが、本人自身は登場しない。「ビッグ・ブラザー」は45歳くらいの人物としてポスターなどには登場しているが本名は分からず、実在の人物か党が作り上げた架空の人物かどうかは明らかではない。
党のプロパガンダによれば、「ビッグ・ブラザー」はれっきとした実在の人物であり、エマニュエル・ゴールドスタイン（後に「人民の敵」となる）らとともに「党」を結成し、1950年代の核戦争後に社会主義革命を主導したとされる。主人公のウィンストン・スミスは「ビッグ・ブラザー」がいつごろ登場したのか、かつて彼についてどのように報道されていたのかについて記憶をたどろうとするが、「ビッグ・ブラザー」についての報道は常に党により改竄されており、これを反駁する証拠が何一つ手許に残っていないのでどうしても思い出せない。

オセアニアの権力構造を示したピラミッド図。「ビッグ・ブラザー」を頂点に党内局、党外局、プロレが描かれている

革命初期の指導者たちは、1984年の時点では「ビッグ・ブラザー」だけが残っており、地下に潜伏したとされるゴールドスタインを除き、1960年代半ばに反革命の罪ですべて逮捕・粛清されている。エマニュエル・ゴールドスタインが書いた禁書（『少数独裁制集産主義の理論と実際』）によれば、「ビッグ・ブラザー」は国民の愛と恐怖と尊敬を一身に集めるために作りだされた存在である。実際には「ビッグ・ブラザー」のような独裁者がオセアニアを支配しているのではなく、無名の党のエリート（党内局員）たちによる少数独裁制によりオセアニアは支配されている。しかし、国民の恐怖や尊敬といった感情は、組織や集団に対してよりも一個人に対してのほうが起こりやすいため、「ビッグ・ブラザー」のような存在が作りだされたと説明される。「ビッグ・ブラザー」は無謬にして全能の存在であると設定されており、人々はポスターとテレスクリーンを通じてしか接することはない。
テレスクリーンを通じて毎日放送される「二分間憎悪」は、「ビッグ・ブラザー」に対する愛情を示す場となっている。「二分間憎悪」には毎回ゴールドスタインが登場し、国民は彼に対する憎悪を熱狂的にかきたてられスクリーンに向かって怒号を浴びせる。憎悪、復讐心、恐怖、熱狂が高まったところで画面には大きく「ビッグ・ブラザー」が登場する。人々は安堵し、安心感を与えられ、彼の顔がスクリーンから消えた後には「B-B!‥‥B-B!‥‥B-B!」という合唱が起こる。
オセアニアの政府には、戦争をつかさどる「平和省」、物資配給をつかさどる「豊富省」、プロパガンダを行う「真理省」があり、どれも実際の仕事内容と省庁の名は正反対になっている。残る「愛情省」も名に反して逮捕と拷問を行うが、最終的な目的は名の通りである。つまり容疑者を「101号室」での拷問や尋問等を通じて再教育し、愛情省を出るまでには皆が「ビッグ・ブラザー」を心から愛するようにすることが目的である。

## 社会の反応

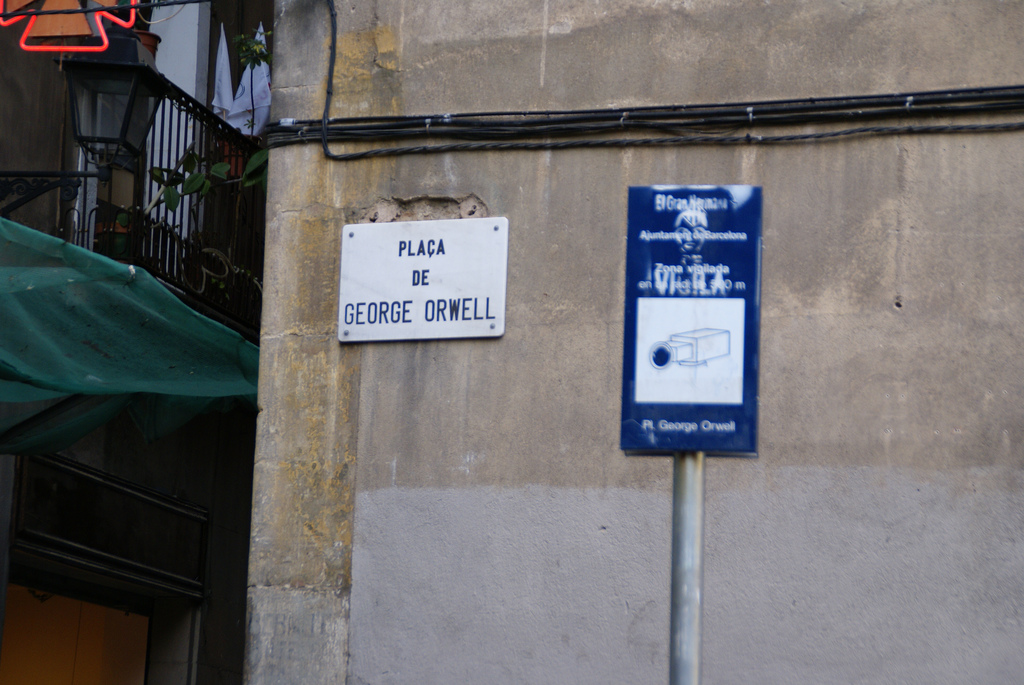
バルセロナ市のゴシック地区にある「ジョージ・オーウェル広場」の看板。手前には、監視カメラが設置されていることを伝える看板が立っている

『1984年』の出版以来、「思想警察」「ビッグ・ブラザー」は、過度に国民を詮索し、管理を強める政府首脳や、監視を強めようとする政府の政策を揶揄する際に使われるようになった。
1984年に発売されたApple ComputerのMacintoshの発売予告テレビCM『1984 (広告)』は、小説『1984年』に想を得て、当時同社製のApple IIIを市場で凌駕していたIBM PCのメーカーであり、「Big Blue」のニックネームを持つIBMを「ビッグ・ブラザー」として描いた。なお、イギリスの俳優デイヴィッド・グレアムが扮した「ビッグ・ブラザー」は髭を生やしていないなど、小説で描かれた姿とは異なる。
「Book」誌が行った「1900年以後のフィクションにおけるベストキャラクター100人」というランキングでは、「ビッグ・ブラザー」は59位となった。2006年の書籍「最も影響力のある実在しない101人」では「ビッグ・ブラザー」はマルボロマンに次ぐ2位となった。「Wizard」誌では、オールタイム悪役ランキングで75位となっている。
リアリティ番組「ビッグ・ブラザー」は、あらゆる場所に監視カメラが置かれた家に数人の男女を閉じ込めるという内容で、『1984年』から発想された。
ミュージシャンである平沢進は、2004年に核P-MODEL名義で「Big Brother」と題された全体主義による弾圧と監視、強制的服従を諷刺する曲を製作した。この曲は同年に発表したアルバム「ビストロン」に収録され、また平沢の公式ウェブサイトからも無料でダウンロードが可能となっている。
エドワード・スノーデンが内部告発した、アメリカ国家安全保障局の通信監視システム「PRISM」の存在について、2013年に記者から質問されたアメリカ合衆国大統領のバラク・オバマは「我々は『ビッグ・ブラザー』みたいな事はしていない」と、答えている。